# My Number One (musikalbum)
My Number One är ett album som den grekisk-svenska artisten Helena Paparizou släppte år 2004, och i internationell upplaga 2005. Albumet innehåller gamla låtar som översatts från grekiska till engelska samt nya låtar från Eurovision Song Contest.

## Låtlista
1. My Number One
2. Ananpatites Kliseis
3. Let's Get Wild
4. A Brighter Day
5. O.k.
6. The Light In Our Soul
7. Stin Kardia Mou Mono Thlipsi
8. Katse Kala
9. Taxidi Gia To Agnosto
10. If You Believe Me
11. Treli Kardia
12. I Zoi Sou Zari
13. Matia Kai Xeili
14. M'agkaliazi To Skotadi
15. Axizi
16. Anapantites Kliseis (SMS Remix)